# Zastava M56
El M56 es un subfusil yugoslavo que utiliza el cartucho 7,62 x 25 Tokarev, diseñado para uso con el Ejército Popular Yugoslavo. 

## Historia y desarrollo
Inicialmente un producto financiado por el estado, más tarde fue producido por Zastava Arms y empleado en varios conflictos que estallaron inmediatamente después de la disolución de la antigua Yugoslavia. El M56 es un clon del MP40 utilizado por la Alemania nazi, fácilmente distinguido del MP40 por su mayor longitud y cargador curvo.
Además de ser barato de producir y fácil de mantener, el M56 también ha demostrado ser más eficaz en alcance sobre su homólogo alemán; su cartucho de 7,62 mm proporciona significativamente más penetración sobre el 9 x 19 Parabellum del MP40, aunque careciendo del mismo poder de parada.
El M56 no tiene el muelle recuperador telescópico del MP40. El retén del cargador también es diferente y está situado detrás del brocal del cargador, en lugar de al lado del cajón de mecanismos como en el MP40. Además utiliza un cargador de doble hilera (similar al del PPS-43 soviético) en lugar de uno monohilera como el del MP40. Tiene un selector de modo de disparo, permitiéndole al usuario disparar en modo semiautomático o en modo automático, del cual carece el subfusil alemán. Su desarme también es diferente, mediante un tapón en la parte posterior del cajón de mecanismos que separa su mitad superior y su mitad inferior, mientras que en el MP40 esto se hacía mediante un botón ubicado en la mitad inferior, detrás del brocal del cargador. Otra característica que distingue al M56 del MP40 es la falta de la barra de soporte de baquelita debajo de su cañón.

## Usuarios
- Bosnia y Herzegovina[1]
- Yugoslavia
- Zambia[3]